# Béja
Béja (Bājah o Bejah, en árabe باجة) es una ciudad de Túnez, capital de la Gobernación de Béja, con una población en 2022 de 88 251 habitantes y 303 032 habitantes la municipalidad. Se encuentra a cien kilómetros de la capital del país.
Su territorio abarca numerosas aldeas y villas, y con parte de la ciudad y las dependencias se han formado dos delegaciones: Béja Norte y Béja Sur.

## Historia
Ya existía en tiempos de Masinissa y llegó a su mayor gloria bajo Yugurta que hizo su lugar principal de residencia. Bajo la Antigua Roma se denominaba Vaga (que quiere decir vaca lechera en latín, pero que podría ser una palabra libio-púnica). Bajo Septimio Severo obtuvo el derecho municipal. Con la llegada de los vándalos quedó reducida a una mínima expresión pero los bizantinos la reconstruyeron. Los árabes la llamaron Baga y también Baŷa. Bajo los bereberes continuó prosperando. Junto con el resto de Túnez se incorporó al Califato Omeya tras la conquista musulmana del Magreb.
Con los otomanos fue una guarnición de jenízaros para, en 1880, ser ocupada por Francia.

## Geografía
Situada en el noroeste de Túnez, sobre la Colina Blanca y atravesada por el río Meyerda, sus características hicieron famosa a la ciudad por su suelo fértil, Béja atrajo a todos los maestros del Mediterráneo. Los fenicios establecieron importantes puestos comerciales. Su presencia se deja sentir a través de numerosas necrópolis púnicas desenterradas en 1887. Los cartagineses, reconociendo la importancia de mantener su autoridad en esta zona, construyeron una guarnición y fortificaron la ciudad. Béja era extremadamente deseable, no sólo por su suelo fértil sino también por su ubicación geográfica. Estaba a la entrada de las montañas y era el cruce de Cartago y Túnez hacia Cirta e Hipona.